# 小行星7615
小行星7615（英語：7615）是一颗围绕太阳公转的小行星。1996年10月9日，上田清二、金田宏在钏路市发现了此天体。
这颗小行星的绝对星等为234.956763904681等。